# SStB – Gratz bis Laibach
Die SStB – Gratz bis Laibach waren Dampflokomotiven der Südlichen Staatsbahn (SStB) Österreich-Ungarns.
Die 17 Lokomotiven wurden von der Lokomotivfabrik der WRB 1844 bis 1846 in mehreren Tranchen geliefert, die sich in Details voneinander unterschieden (vgl. Tabelle).
Diese Fahrzeuge waren die ersten Lokomotiven der SStB.
Das Typenbild der Lokomotivfabrik zeigt schief liegende Zylinder, um das Ausschwenken des Drehgestells zu ermöglichen, und die damals übliche Holzverkleidung des Kessels.
Die Lokomotiven dieser Reihe kamen 1858 im Zuge der Privatisierung österreichischer Staatsbahnen zur Südbahngesellschaft, die ihnen die Nummern 831–836 und 854–864, aber keine Reihennummer zuwies.
Neun der Maschinen waren 1854 in 2B umgebaut worden.
Die Ausmusterung erfolgte bereits 1860.